# سفر دریایی طولانی به خانه
سفر دریایی طولانی به خانه (انگلیسی: The Long Voyage Home) فیلمی در ژانر جنگی و درام به کارگردانی جان فورد است که در سال ۱۹۴۰ منتشر شد.

## بازیگران
- جان وین
- توماس میچل
- ایان هانتر
- بری فیتزجرالد
- میلدرد ناتویک
- وارد باند
- جوزف مایکل کریگن
- ویلفرد لاوسون
- آرتور شیلدز
- هری تنبروک
- جک پنیک
- جو سایر
- رافائلا اوتیانو
- بلو واشینگتن